# ITF Future Saarlouis
Das ITF Future Saarlouis (offizieller Name „Saarland Open“) ist ein seit 2014 jährlich stattfindendes Tennisturnier in Saarlouis, das mit 15.000 US-Dollar (bis 2016 10.000 US-Dollar) dotiert ist. Es ist Teil der ITF Future Tour und wird im Freien auf Sandplatz ausgetragen. Ausrichter des Turniers ist der STC Blau-Weiss Saarlouis auf seiner Platzanlage mit sechs Sandplätzen.

## Liste der Sieger

### Einzel
| Jahr | Sieger             | Finalgegner                 | Ergebnis      |
| ---- | ------------------ | --------------------------- | ------------- |
| 2024 | Michael Vrbenský   | Lucas Gerch                 | 6:3, 7:63     |
| 2023 | Sander De Jong     | Jeffrey von der Schulenburg | 6:1, 6:2      |
| 2019 | Nick Hardt         | Fabrizio Ornago             | 6:0, 6:4      |
| 2018 | Filipp Dawydenko   | Louis Weßels                | 6:4, 7:64     |
| 2017 | Tristan Meraut     | Alexis Gautier              | 6:3, 6:4      |
| 2016 | Marvin Netuschil   | Filip Horanský              | 6:2, 6:4      |
| 2015 | Sebastian Fanselow | Duje Kekez                  | 6:4, 6:2      |
| 2014 | Nicolás Jarry      | Mats Moraing                | 6:4, 4:6, 6:4 |

### Doppel
| Jahr | Sieger                               | Finalgegner                               | Ergebnis         |
| ---- | ------------------------------------ | ----------------------------------------- | ---------------- |
| 2024 | Sidane Pontjodikromo Niels Visker    | Milan Welte Lars Johann                   | 4:6, 6:0, [10:7] |
| 2023 | Luca Staeheli Robin Catry            | Dylan Dietrich João Fonseca               | 6:1, 6:2         |
| 2019 | James Frawley Mats Rosenkranz        | Tom Diederich Lasse Muscheites            | 6:4, 6:2         |
| 2018 | Santiago Besada Juan Ignacio Galarza | Marco Neubau Robert Strombachs            | 6:4, 4:6, [10:8] |
| 2017 | Patrick Grigoriu Christoph Negritu   | Marc Giner Patrick Mayer                  | 7:62, 6:4        |
| 2016 | Sebastian Fanselow Julian Lenz       | Marcel Felder Manuel Peña López           | 7:64, 6:3        |
| 2015 | Danylo Kalenitschenko Duje Kekez     | Sherif Abohabaga Benjamin Hassan          | 6:3, 6:2         |
| 2014 | Pirmin Hänle Petar Trendafilow       | Cristóbal Saavedra Corvalán Ricardo Urzúa | kampflos         |